# Пророко-Іллінська церква (Новогорське)
Пророко-Іллінська це́рква (Церква Пророка Іллі) — церква в селі Новогорське, Граховського району Удмуртії, Росія. Відноситься до Можгинського благочинного округу Іжевської єпархії.
Прихід села Новогорське відкрито згідно з указом Священного Синоду від 12 червня 1852 року. Тоді ж почалось і будівництво дерев'яної церкви, а для виконання служб створено молитовний дім. Будівництво закінчилось 1853 року і 20 березня церква освячена в ім'я Святого Пророка Іллі. Через пожежу 10 липня 1860 року храм згорів. Згідно з указом Духовної консисторії від 26 липня 1860 року було дозволено будівництво кам'яного храму. Для тимчасового несення служб залишили молитовний дім, який 1862 року був освячений. 1864 року почалось будівництво храму, яке закінчилось 1869 року.
1937 року, після арешту священика Філімонова Олександра Віссаріоновича, церква була закрита, але 1945 року вже відновила свою роботу. На сьогодні це другий діючий храм Граховського району. Настоятель — священик Андрій Філіппов.